# Poniklá
Poniklá là một làng thuộc huyện Semily, vùng Liberecký, Cộng hòa Séc.